# Гальмівний резистор

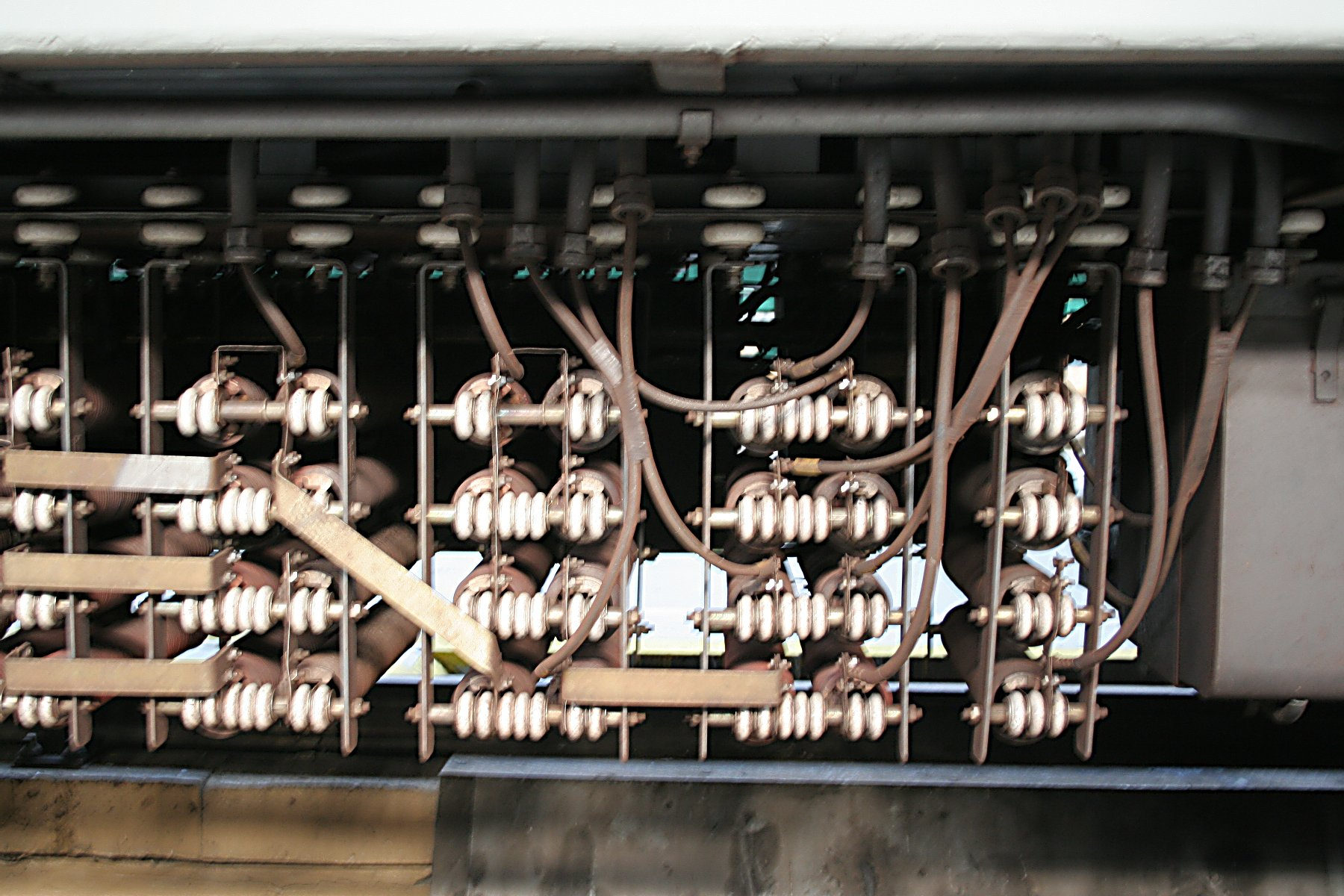
Гальмівні резистори вагона 81-717.1

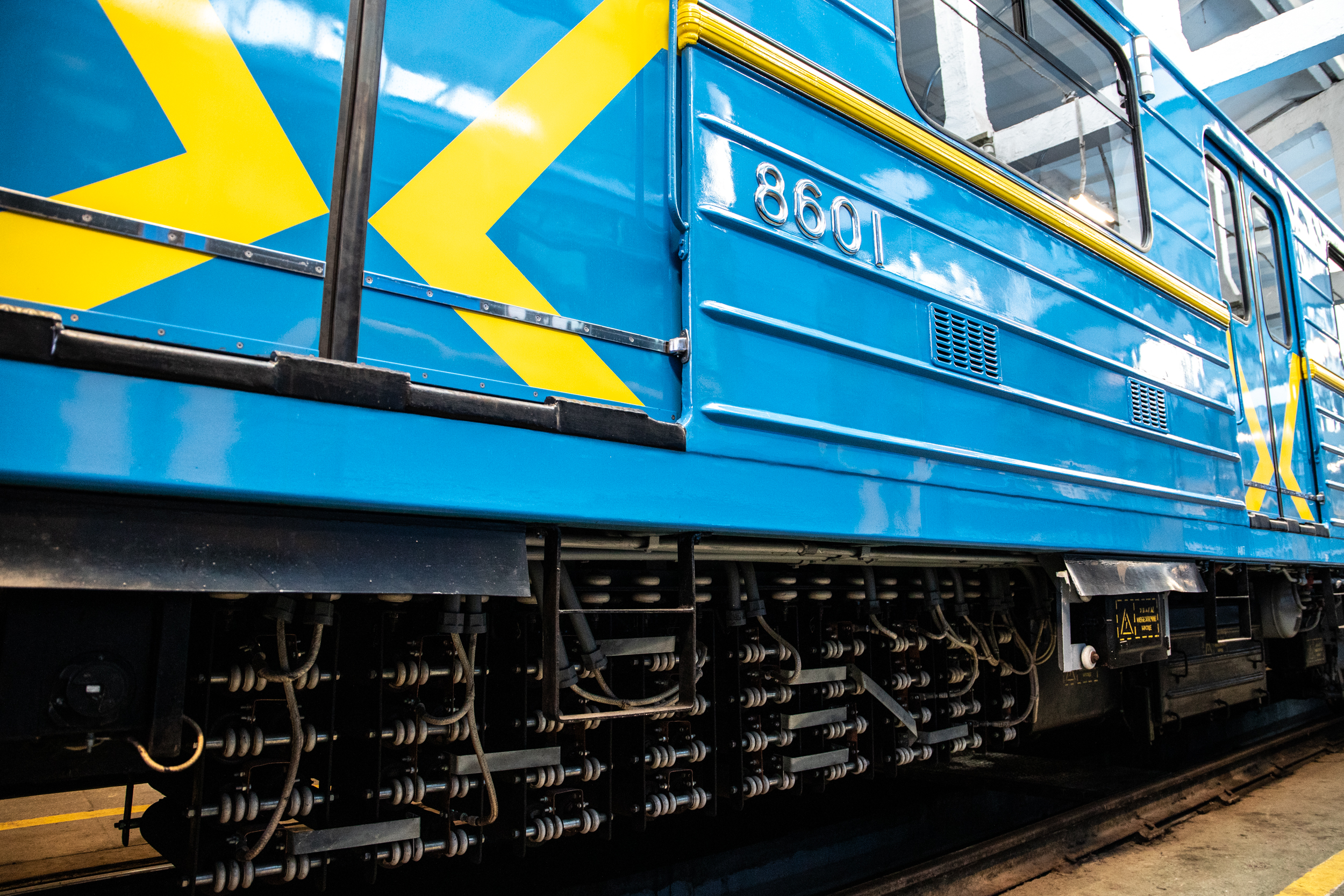
Гальмівні резистори вагона 81-717КМ

Гальмівний резистор — резистор, є електричним навантаженням генератора при реостатному гальмуванні.
При динамічному гальмуванні кінетична енергія ротора генератора перетворюється в електричну. Далі електроенергія подаєтся на гальмівний резистор де розсіюється у вигляді тепла. Зміна гальмівного зусилля виникає за рахунок зміни опору. При цьому, чим менший опір тим більше гальмівне зусилля. І навпаки.

## Застосування
Через нераціональне використання енергії намагаються замінювати реостане гальмування на рекуперативне. Але досі можна побачити електропоїзди з батареями гальмівних резисторів на дахах головних вагонів.

## Дивись також
- Рекуперативне гальмування